# ロドバクター属
ロドバクター属（ーぞく、Rhodobacter）は真正細菌のPseudomonadota門アルファプロテオバクテリア綱ロドバクター目パラコッカス科の属の一つである。メンバーは全てグラム陰性の光合成桿菌である。一部の種は運動性を有する。かつてロドシュードモナス属（Rhodopseudomonas）に含まれていた種が再分類されてあらたに創設された属である。基準種はロドバクター・カプスラツス（Rhodobacter capsulatus）。属名はギリシャ語で「薔薇の桿菌」を意味し、産生するカロテノイドによってコロニーは赤みかがった色を呈することが属名の由来となっている。バクテリオクロロフィルを有して光合成を行い炭素を固定するが、酸素は放出しない。多くの有機化合物を利用でき、窒素固定能力もある。GC含量は62から71。

## 下位分類（種）
ロドバクター属は以下の種を含む(2024年8月現在)。

### IJSEMに正式承認されている種
- ロドバクター・アエスツアリイ　Rhodobacter aestuarii
Venkata Ramana et al. 2009
- Rhodobacter amnigenus
Chen et al. 2021
- Rhodobacter azollae
Suresh et al. 2017
- ロドバクター・カプスラツス　Rhodobacter capsulatus
(Molisch 1907) Imhoff et al. 1984
- Rhodobacter flagellatus
Xian et al. 2020
- Rhodobacter kunshanensis
Liu et al. 2024
- ロドバクター・ラクス　Rhodobacter lacus
Suresh et al. 2017
- ロドバクター・マリス　Rhodobacter maris
Venkata Ramana et al. 2008
- ロドバクター・メガロフィルス　Rhodobacter megalophilus
Arunasri et al. 2008
- Rhodobacter ruber
Chen et al. 2021
- ロドバクター・セディミニコラ　Rhodobacter sediminicola
Suresh et al. 2020
- ロドバクター・セディミニス　Rhodobacter sediminis
Subhash and Lee 2016
- Rhodobacter tardus
Sheu et al. 2020
- Rhodobacter thermarum
Khan et al. 2019
- Rhodobacter viridis
Shalem Raj et al. 2013
- Rhodobacter xanthinilyticus
Lee et al. 2024
- Rhodobacter xinxiangensis
Han et al. 2024

### IJSEMに未承認の種
- "Rhodobacter calidifons"
Kyndt et al. 2022
- ロドバクター・フェロオキシダンス　"Rhodobacter ferrooxidans"
Ehrenreich 1995
- ロドバクター・マリヌス　"Rhodobacter marinus"
Burgess et al. 1994
- "Candidatus Rhodobacter oscarellae"
corrig. Jourda et al. 2015
- ロドバクター・アドリアティカス　Rhodobacter adriaticus
(Neutzling et al. 1984) Imhoff et al. 1984

現在の分類名はロドブラム・アドリアティカムRhodovulum adriaticumとされている。
- ロドバクター・アルカリトレランスRhodobacter alkalitolerans
Gandham et al. 2019

現在の分類名はCereibacter alkalitoleransとされている。
- ロドバクター・アゾトフォルマンス　Rhodobacter azotoformans
Hiraishi et al. 1997

現在の分類名はCereibacter azotoformansとされている。
- ロドバクター・ブラスティカス　Rhodobacter blasticus
corrig. (Eckersley and Dow 1981) Kawasaki et al. 1994

現在の分類名はFuscovulum blasticumとされている。
- Rhodobacter changlensis
Anil Kumar et al. 2007

現在の分類名はCereibacter changlensisとされている。
- ロドバクター・ユーリハリナム　Rhodobacter euryhalinus
Kompantseva 1989

現在の分類名はRhodovulum euryhalinumとされている。
- Rhodobacter johrii
Girija et al. 2010

現在の分類名はCereibacter johriiとされている。
- ロドバクター・マッシリエンシス　Rhodobacter massiliensis
Greub and Raoult 2006

現在の分類名はヘマトバクター・マッシリエンシス　Haematobacter massiliensisとされている。
- ロドバクター・オヴァタス　Rhodobacter ovatus
Srinivas et al. 2008

現在の分類名はCereibacter ovatusとされている。
- ロドバクター・スフェロイデス　Rhodobacter sphaeroides
(van Niel 1944) Imhoff et al. 1984

現在の分類名はCereibacter sphaeroidesとされている。
- ロドバクター・スルフィドフィラス　Rhodobacter sulfidophilus
(Hansen and Veldkamp 1973) Imhoff et al. 1984

現在の分類名はRhodovulum sulfidophilumとされている。
- ロドバクター・ヴェルドカンピイ　Rhodobacter veldkampii
Hansen and Imhoff 1985

現在の分類名はPhaeovulum veldkampiiとされている。
- Rhodobacter vinaykumarii
Srinivas et al. 2007

現在の分類名はPhaeovulum vinaykumariiとされている。